# Ny2 Canis Majoris
Ny2 Canis Majoris (ν2 Canis Majoris, förkortat Ny2 CMa, ν2 CMa) som är stjärnans Bayerbeteckning, är en ensam stjärna belägen i den mellersta delen av stjärnbilden Stora hunden. Den har en skenbar magnitud på 3,96 och är synlig för blotta ögat där ljusföroreningar ej förekommer. Baserat på parallaxmätning inom Hipparcosuppdraget på ca 50,6 mas, beräknas den befinna sig på ett avstånd av ca 65 ljusår (ca 20 parsek) från solen.

## Egenskaper
Ny2 Canis Majoris A är en orange till röd jättestjärna av spektralklass K1 III. Den har en massa som är ca 30 procent större än solens massa, en radie som är ca 4,9 gånger större än solens och utsänder från dess fotosfär ca 11 gånger mera energi än solen vid en effektiv temperatur på ca 4 800 K.
Genom mätningar under åren 2009 och 2010 kunde inom Pan-Pacific Planet Search-programmet observeras periodiska variationer i stjärnans radiella hastighet vilket identifieras som att en planet kretsar kring Ny2 Canis Majoris med en omloppsperiod på 2,1 år och en excentricitet på 0,23. Stjärnfläckar som en källa till de observerade signalerna kan uteslutas med en sannolikhet på 98,7 procent.